# Брюстер, Леймон
Ле́ймон Брю́стер (англ. Lamon Brewster; 5 июня 1973 года, Индианаполис, Индиана, США) — американский боксёр-профессионал, выступавший в тяжёлой весовой категории. Серебряный призёр панамериканских игр 1995 года. Чемпион мира в тяжёлой (версия WBO, 2004—2006) весовой категории.

## Любительская карьера
- 1995 Чемпион США в тяжёлой весовой категории
- 1995 Серебряный призёр панамериканских игр
  - Победил Моизесе Ролона (Пуэрто-Рико)
  - Проиграл Феликсу Савону (Куба)

На отборочном чемпионате для участия в Олимпийских Играх 1996 года, проиграл Нейту Джонсу и Дэваррилу Уильямсону.

## Профессиональная карьера
Брюстер дебютировал в ноябре 1996 года. первые 11 поединков выиграл досрочно. В 1998 году нокаутировал в 4-м раунде Марселлуса Броуна.
В мае 2000 года состоялся бой двух непобежденных проспектов - Леймона Брюстера и Клиффорда Этьена. Бой носил открытый характер. Этьен чаще бил и точнее попадал. Судьи единогласно отдали победу Этьену.
После этого боя Брюстер победил нокаутом в 1 раунде Вала Смита. В октябре 2000 года он проиграл по очкам Чарльзу Шаффорду. После поражения провёл 5 поединков против опытных боксёров, и всех победил нокаутом в первой половине поединков.
В феврале 2002 года, Брюстер победил, бронзового призёра Олимпийских игр 1996 года, Нейта Джонса, боксёра, которому Брюстер проигрывал в любителях. Брюстер нокаутировал Джонса в третьем раунде, и завоевал вакантный титул чемпиона Северной Америки по версии WBO NABO.

### Чемпионский бой с Владимиром Кличко
В апреле 2004 года Брюстер вышел на ринг против бывшего чемпиона мира по версии WBO украинца Владимира Кличко в поединке за вакантный титул чемпиона мира. Кличко легко выигрывал первые 4 раунда. В 4-м раунде двойкой он послал Брюстера в нокдаун. В самом конце 4-го раунда оба боксера, зацепившись друг за друга, свалились на канвас. В 5-м раунде Кличко вдруг начали покидать силы. Брюстер почувствовал это и начал избивать его. Ближе к концу раунда рефери вопреки правилам отсчитал стоячий нокдаун украинцу. Тем не менее Кличко продержался до гонга, а после обессиленный рухнул на настил. Рефери остановил бой.
В сентябре 2004 года Брюстер победил Кали Миена. Решение было довольно спорным, и многие сочли что Брюстеру подарили победу
В мае 2005 года Брюстер вышел на ринг против поляка Анджея Голоты. В предыдущем бою Голота был по мнению многих засужен в поединке с Джоном Руисом, и в бою с Брюстером, Голота был явным фаворитом. Коэффициент на победу Анджея составлял 2,5:1. Бой  был похожим на бой Льюис-Голота. В 1-м раунде Брюстер трижды посылал на канвас противника. После того как поляк упал в 3-й раз рефери остановил бой. Брюстер в очередной раз совершил сенсацию, и заявил о себе более серьёзно боксёрской общественности

### Бой с Луаном Красничи
В сентябре 2005 года Брюстер встретился с осевшим в Германии албанцем Луаном Красничи. Красничи выигрывал бой, но ближе к концу поединка начал уставать. В конце 8-го раунда Брюстер провел несколько чистых хуков в челюсть подряд. После сильного левого крюка Красничи рухнул на канвас. Рефери досчитал до 9, а потом перестал считать, подождав пока албанец поднимется. Красничи явно находился на канвасе больше 10 секунд, но рефери тем не менее позволил ему продолжить поединок. Сразу же после возобновления боя прозвучал гонг. В 9-м раунде завязался размен, в котором Красничи уступал. В конце 9-го раунда Брюстер провел правых хук в голову противника и тот опустился на канвас. Красничи поднялся. Сразу же к рингу поднялся его тренер и попросил остановить бой. Рефери прекратил поединок.
В апреле 2006 года Брюстер вышел на ринг против белоруса Сергея Ляховича, в одном из самых захватывающих поединков тяжёлого веса последних лет. Ляхович, в отличие от Красничи, выдержал темп поединка и выиграл по очкам.

### Бой с Владимиром Кличко 2
В июле 2007 Владимир Кличко проводил добровольную защиту титула IBF в тяжёлом весе против победившего его ранее Леймона Брюстера. Кличко доминировал во время боя, поэтому в перерыве между 6-м и 7-м раундами угол Брюстера снял претендента с боя. Кличко взял реванш.
После поражения от Владимира Кличко провёл два успешных боя, победив нокаутом в августе 2008 года американца Дэнни Бэтчелдера, а в марте 2009 — Майкла Спротта из Великобритании.
В августе 2009 года проиграл нигерийцу Гбенга Олоукуну, а 30 января 2010 года в немецком Нойбранденбурге проиграл техническим нокаутом в восьмом раунде финскому боксёру Роберту Хелениусу. Финн посылал Брюстера в нокдаун во втором раунде, а в восьмом потряс американца мощным апперкотом и провёл серию, после которой судья остановил поединок.